# تموثي برينان
تموثي برينان (بالإنجليزية: Timothy Andres Brennan)‏ (مواليد 1953) هو منظر ثقافي، وبروفيسور في الأدب، ومتحدث وناشط عام. اشتهر بعمله عن الامبريالية الامريكية، والدور السياسي للمثقفين، والموسيقى الأفرولاتينية، ومشكلة الإنسان والعلوم الإنسانية في عصر التكنولوجيا.
وهو من أوائل المنظريين للعالمية، وصوت معارض في دراسات ما بعد الاستعمار، الذي تحدى الاتجاهات السائدة لنظرية ما بعد الحداثة وما بعد البنيوية.